# Hôpital San Francisco
Hôpital San Francisco (Presidio Med) est une série télévisée américaine en 16 épisodes de 42 minutes, créée par John Wells et Lydia Woodward et dont seulement onze épisodes ont été diffusés entre le 24 septembre 2002 et le 24 janvier 2003 sur CBS.
En France, la série a été diffusée à partir du 27 juillet 2004 sur France 2 et d'octobre à novembre 2006 sur NT1.

## Synopsis
À une époque où le monde de la médecine devient plus impersonnel, une équipe de médecins d'un hôpital de San Francisco n'hésite pas, en dépit de convictions personnelles et spécialités médicales parfois en opposition, à laisser de côté toute la bureaucratie pour se consacrer en priorité aux patients, en privilégiant la confiance et le contact.

## Distribution
- Dana Delany (VF : Marine Jolivet) : Dr Rae Brennan
- Blythe Danner (VF : Brigitte Morisan) : Dr Harriet Lanning
- Paul Blackthorne (VF : Lionel Melet) : Dr Matt Singerland
- Anna Deavere Smith (VF : Hélène Vanura) : Letty Jordan
- Oded Fehr (VF : Antoine Tomé) : Dr Nicholas Kokoris
- Julianne Nicholson (VF : Nathalie Gazdic) : Dr Jules Keating
- Sasha Alexander (VF : Marianne Leroux) : Dr Jackie Colette

## Épisodes
1. Un nouveau départ (This Baby's Gonna Fly)
2. Deuxième Chance (Second Chance)
3. Don de soi (Do No Harm)
4. Lâcher prise (When Approaching a Let-Go)
5. Secrets et Mensonges (Secrets)
6. Signes (Milagros)
7. Histoire de familles (Once Upon a Family)
8. Affrontements (Pick Your Battles)
9. Les Femmes et les enfants (Suffer Into Me the Children)
10. Touchés par la grâce (With Grace)
11. À bout de souffle (Breathless)
12. Question d'éthique (Good Question)
13. Ennemis intimes (Best of Enemies)
14. Réactions en chaîne (Cascading)
15. Titre français inconnu (Happy Ending)
16. Titre français inconnu (In the Silence)

## Commentaires
Créée par John Wells et Lydia Woodward, connus comme scénaristes et producteurs de la série Urgences (Wells s'est également occupé de New York 911, série qui s'étend sur la vie de policiers, pompiers et ambulanciers), qui décrit la vie dans le service des Urgences d'un hôpital de Chicago.
Malheureusement, la série, malgré une distribution de choix : Dana Delany, récompensée pour son rôle dans China Beach, Blythe Danner, mère de Gwyneth Paltrow et actrice reconnue vue récemment dans Mon beau-père et moi, Sasha Alexander, qui était vue dans Dawson et plus tard dans NCIS : Enquêtes spéciales, Oded Fehr, vu dans La Momie et Julianne Nicholson, vue dans Ally McBeal et un peu plus tard dans le film Dr Kinsey, ne connaîtra pas de bons résultats d'audience et s'arrêtera après 16 épisodes tournées, dont les cinq derniers ne seront pas diffusés.
Ce n'est pas la première fois que Lydia Woodward et Dana Delany ont travaillé ensemble : en 1988, Woodward était productrice exécutive et scénariste pour la série China Beach, qui fit connaître l'actrice Dana Delany en incarnant l'un des rôles principaux.